# Toki

Toki (土岐市 Toki-shi?) este un municipiu din Japonia, prefectura Gifu.

## Personalități născute aici
- Kunie Tanaka (1932 - 2021), actor.